# Beyrède-Jumet-Camous
Beyrède-Jumet-Camous község Franciaország Okcitánia régiójában, Hautes-Pyrénées megyében. Új községként 2019. január 1-jén jött létre Beyrède-Jumet és Camous korábbi községek egyesítésével. Lakosainak száma 210 fő (2022. január 1.).

## Népesség
| Lakosok száma | 217  | 221  | 226  | 226  | 227  | 210  |
|               | 2017 | 2018 | 2019 | 2020 | 2021 | 2022 |